# 国民議会 (マラウイ)
国民議会（こくみんぎかい、英語: National Assembly）は、マラウイの立法府である。
一院制。首都のリロングウェに置かれている。2021年現在の定数は193で、議員は小選挙区制の直接選挙によって選出される。任期は5年間である。

## 会派別勢力
2019年5月21日の総選挙をうけた各政党の議席数は、下記の通り。なお、1993年まではマラウイ会議党以外の政党は非合法であり（一党制）、長年にわたりヘイスティングズ・カムズ・バンダによる独裁政治が行われていた。
本来であれば議員の任期満了は2024年だが、大統領選挙と同じタイミングで改選できるよう、2020年2月24日に国会・大統領選挙法案 (PPEA) が可決された。これにより、国民議会議員の任期が1年延長され、2025年までとなった。
| 民主進歩党             | 62  |     |
| マラウイ会議党         | 55  |     |
| 統一民主戦線           | 10  |     |
| 人民党                 | 5   |     |
| 統一変革運動           | 1   |     |
| 民主同盟               | 1   |     |
| 無所属                 | 58  |     |
| 合計                   | 193 | 193 |
| 出典：Maravi Post、MEC |     |     |